# 旧引田郵便局

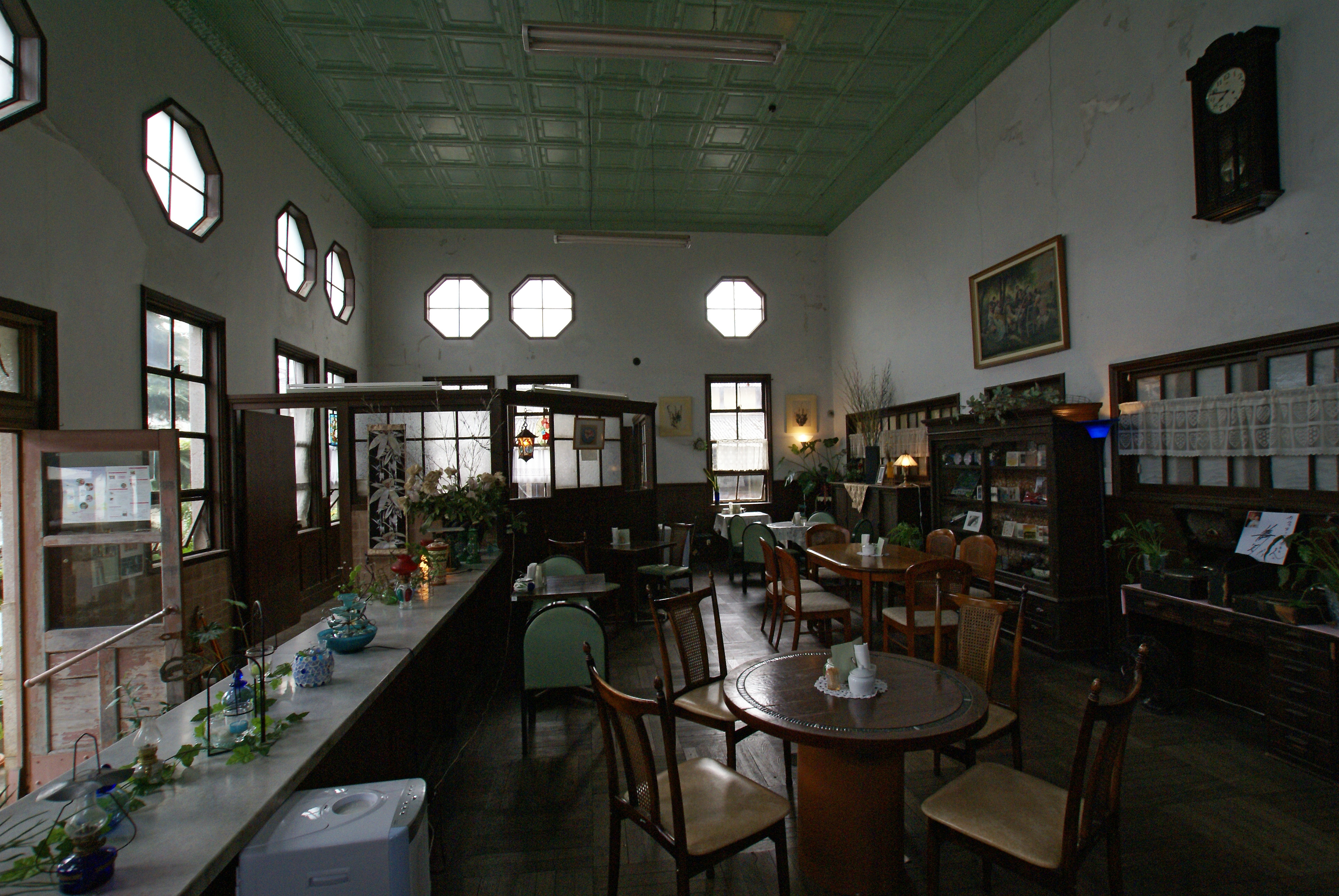
内部

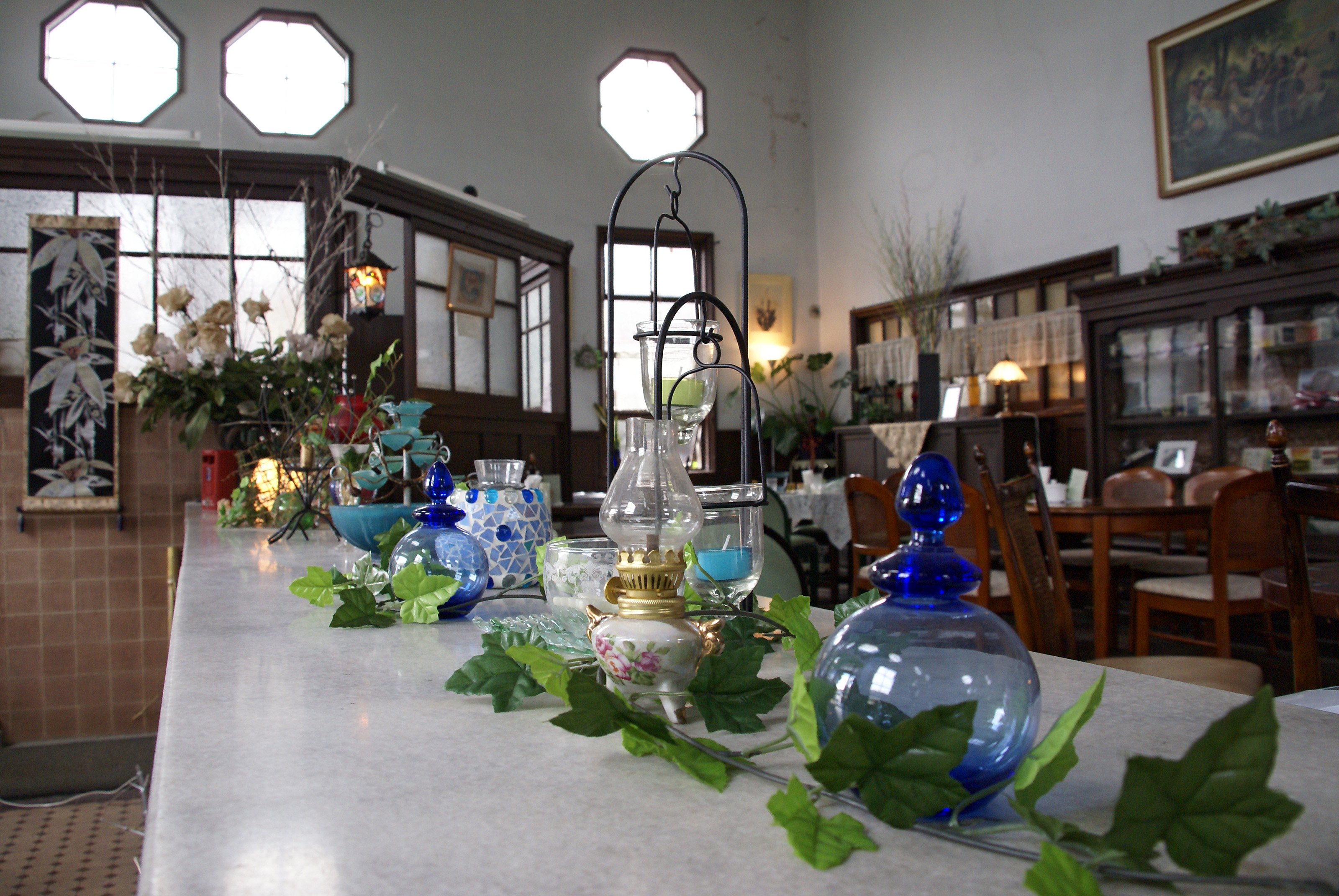
アンティークで飾られている

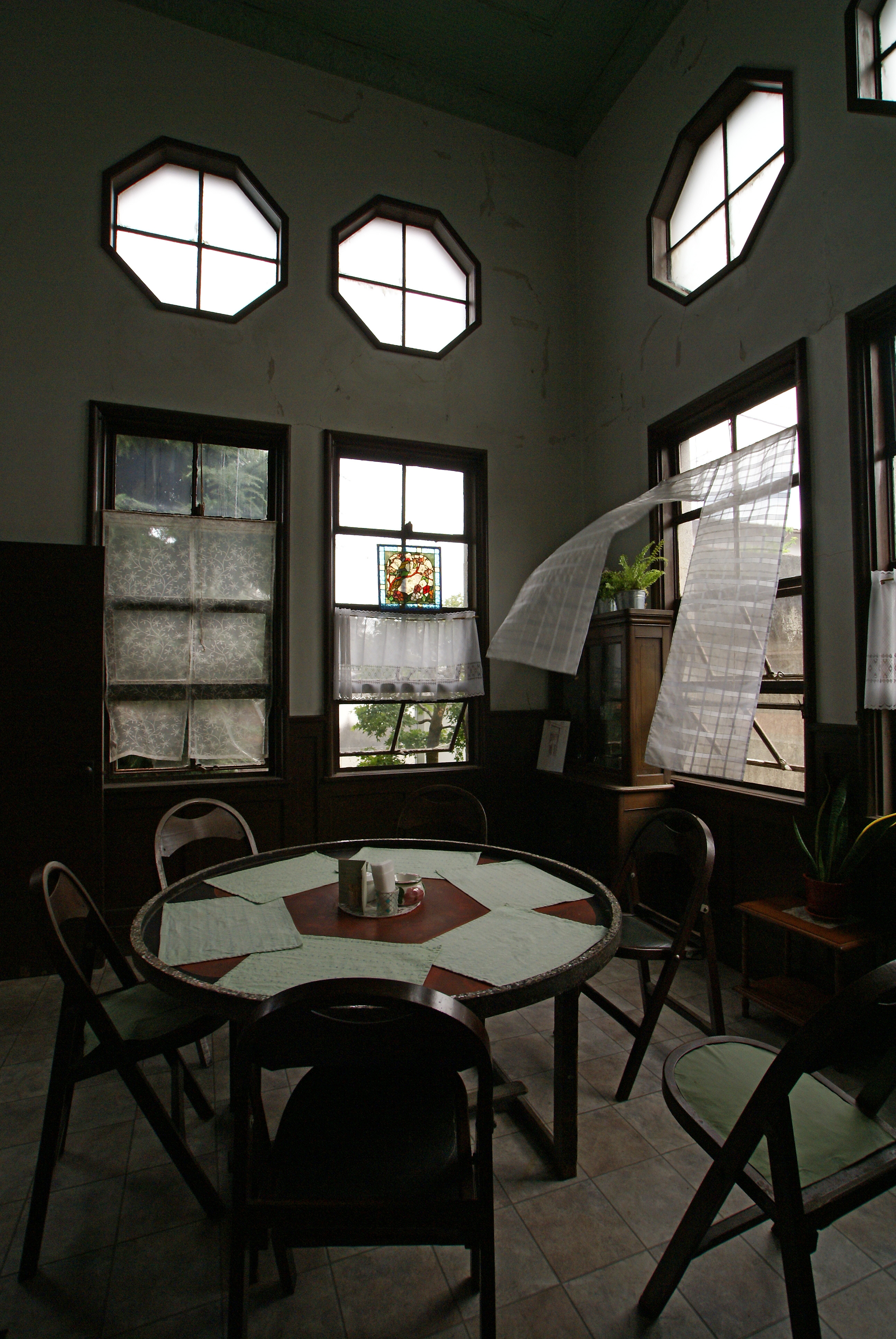
個室

旧引田郵便局（きゅうひけたゆうびんきょく）は、香川県東かがわ市引田にある歴史的建造物。

## 歴史
1932年（昭和7年）に引田郵便局として建築された。1978年（昭和53年）まで特定郵便局の局舎として使われていた。
2010年（平成22年）1月15日、国の登録有形文化財に登録された。

## 特色
八角形の窓のある特徴あるデザインの洋館である。リニューアルされて「風の港館」と名付けられた。館内にはカフェ「カフェ・ヌーベル・ポスト」（フランス語で新しい郵便局という意味）がある。

## 利用情報
- 開館時間 : 10:00 - 15:00（カフェ、土日祝のみ営業）
- 所在地 : 〒769-2901香川県東かがわ市引田字畑方2253番地

## 交通アクセス
- JR高徳線引田駅から徒歩10分
- 高速バス 引田バス停から徒歩25分

## 周辺情報
- 引田の街並み
  - かめびし屋、讃州井筒屋敷、山本家住宅、松村家住宅、泉家住宅、長崎家住宅、日下家住宅、誉田八幡神社
- 引田港
- ばいこう堂本店 - 和三盆